# Taking Sides
Taking Sides is een Frans-Brits-Duits-Oostenrijkse oorlogsfilm uit 2001 onder regie van István Szabó.

## Verhaal
Na de oorlog zijn de Geallieerden op zoek naar kopstukken van het naziregime om ze voor het gerecht te slepen in Neurenberg. Majoor Steve Arnold moet de waarheid aan het licht brengen over de omstreden dirigent Wilhelm Furtwängler.

## Rolverdeling
| Acteur            | Personage               |
| ----------------- | ----------------------- |
| Harvey Keitel     | Majoor Steve Arnold     |
| Stellan Skarsgård | Dr. Wilhelm Furtwängler |
| Moritz Bleibtreu  | Luitenant David Wills   |
| Birgit Minichmayr | Emmi Straube            |
| Ulrich Tukur      | Helmut Alfred Rode      |
| Oleg Tabakov      | Kolonel Dymshitz        |
| Hanns Zischler    | Rudolf Otto Werner      |
| Armin Rohde       | Schlee                  |
| R. Lee Ermey      | Generaal Wallace        |
| August Zirner     | Kapitein Ed Martin      |
| Daniel White      | Sergeant Adams          |
| Thomas Thieme     | Rijksminister           |
| Jed Curtis        | Kolonel Green           |
| Garrick Hagon     | Majoor Richards         |
| Robin Renucci     | Kapitein Vernay         |